# 埃爾諾拉 (印地安納州)
埃爾諾拉（英語：Elnora）是一個位於美國印地安納州戴維斯縣的城鎮。

## 地理
埃爾諾拉的座標為38°52′36″N 87°05′06″W / 38.87667°N 87.08500°W，而該地的平均海拔高度為146米（即479英尺）。

## 人口
根據2010年美國人口普查的數據，埃爾諾拉的面積為2.45平方千米，當中陸地面積為2.45平方千米，而水域面積為0.00平方千米。當地共有人口640人，而人口密度為每平方千米261人。